# Рисс, Франц Николаевич
Франц Николаевич Рисс (фр. François Nicholas Riss; 1804—1868) — русский живописец-портретист. Отец П. Ф. Рисса.

## Биография
Франц Николаевич Рисс родился в Москве в 1804 г. Художественное образование получил в Париже, в мастерской живописца барона Антуана Гро.
Создал "Портрет молодой женщины в розовом платье" (1832), "Портрет поэта Василия Андреевича Жуковского" (1832), "Портрет князя Григория Петровича Волконского" (1833), "Портрет князя Алексея Алексеевича Голицына с сыном Львом" (1835). За портрет В. А. Жуковского был признан академиком.
Совет Академии в 1864 г., "во внимание любви и познаниям в художествах", признал его почётным вольным общником Академии. Франц Николаевич Рисс принимал участие в росписях Исаакиевского собора в Санкт-Петербурге.

## Галерея

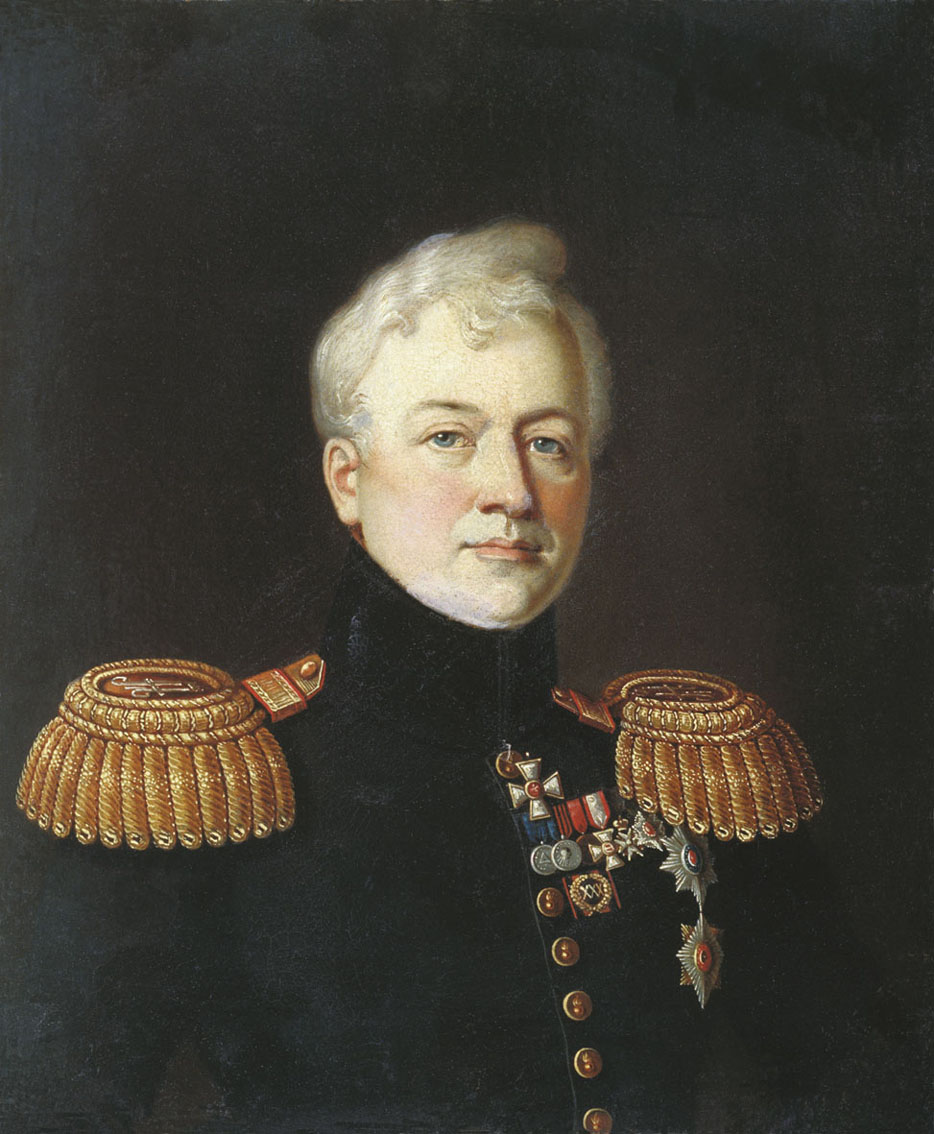
Портрет князя Д.В. Голицына 1834-1835
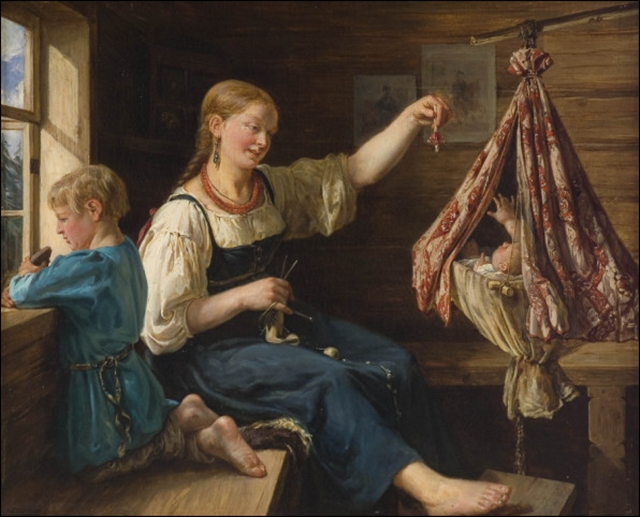
Колыбельная песня. Ранее 1886
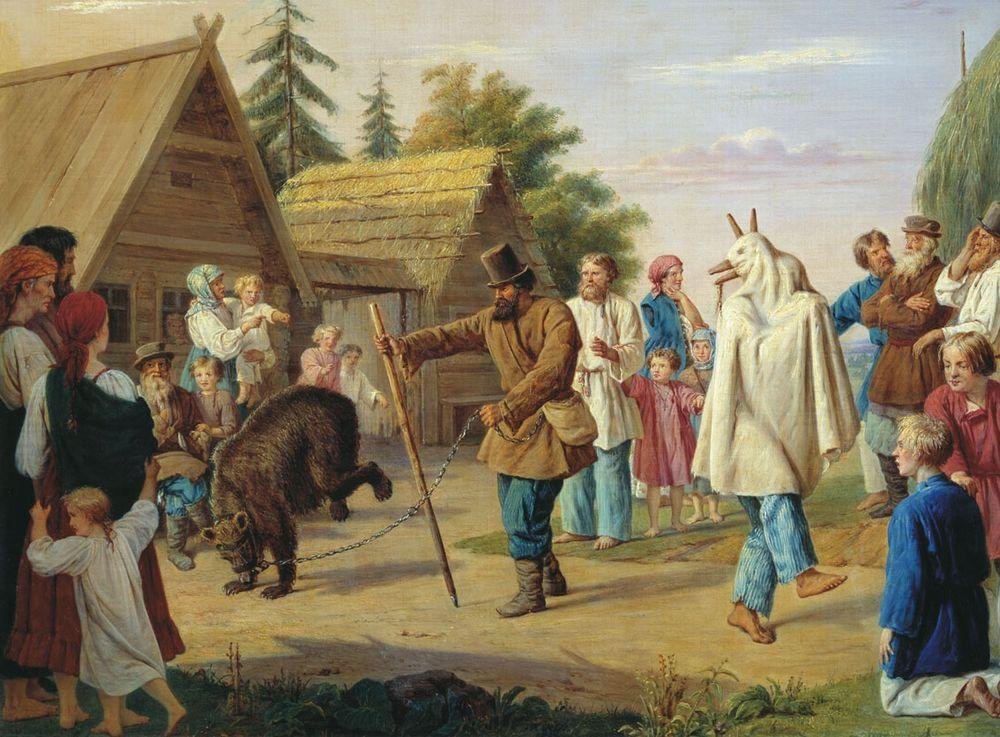
Скоморохи в деревне. 1857